# یانیک
یانیک (به صربی: Ljanik) یک منطقهٔ مسکونی در صربستان است که در پریچو واقع شده‌است. یانیک ۵٫۳۳ کیلومتر مربع مساحت و ۲۹ نفر جمعیت دارد.